# Sneem
Sneem (iriska: An Snaidhm) är en ort i republiken Irland.   Den ligger i grevskapet Ciarraí och provinsen Munster, i den sydvästra delen av landet, 300 km sydväst om huvudstaden Dublin. Sneem ligger 9 meter över havet och antalet invånare är 258.
Terrängen runt Sneem är kuperad åt nordväst, men åt sydost är den platt. Havet är nära Sneem åt sydost.Runt Sneem är det glesbefolkat, med 10 invånare per kvadratkilometer. Närmaste större samhälle är Ardgroom, 10,3 km söder om Sneem. 